# Nøll
NØLL je drugi studijski album slovenske metal skupine The Canyon Observer, v Sloveniji izdan 20. aprila 2018 pri založbi Kapa Records, v tujini pa pri francoski založbi Vox Project. Izšel je v digitalni obliki, v obliki CD-ja in vinilne plošče.
Prejšnjega bobnarja Simona Intiharja je zamenjal Bojan Varga, na albumu pa kot gostujoči vokalist nastopa tudi Anže Demšar. Skupina je album uradno predstavila 17. maja v Gala hali na Metelkovi v Ljubljani.

## Kritični odziv
Kritični odziv na album je bil pozitiven. Za Mladino je Borka o albumu povedala: "Njihova druga plošča NØLL nas hitro povleče v kanjone pekla, v deželo mor in groze, v kraljestvo kruljenja iz globočin in neusmiljenega ritmičnega bombardiranja. A ne brez nečesa, čemur bi težko rekli občutek, prej gre za izpiljeno dinamiko." Za RockOnNet je Sandi Sadar Šoba rekel: "Ali so postali The Canyon Observer bolj popoidni? Nikakor! Esenca ostaja nespremenjena, sam zvok bolj jasen, sporočila svetu pa enako nepopustljiva in morda le malce bolj zrela, bolj dodelana."
Na Radiu Študent je bil album uvrščen na 7. mesto na seznam Naj tolpe bumov 2018, seznam najboljših slovenskih albumov leta. Na mednarodnem portalu Beehype je bil uvrščen na 5. mesto najboljših slovenskih albumov leta.

### Priznanja
| objava        | uvrstitev | seznam               |
| ------------- | --------- | -------------------- |
| Radio Študent | 7.        | Naj tolpe bumov 2018 |
| Beehype       | 5.        | Best of 2018         |

## Seznam pesmi
Vse pesmi je napisala skupina The Canyon Observer.
| Št. | Naslov        | Dolžina |
| --- | ------------- | ------- |
| 1.  | „Mirrors‟     | 3:59    |
| 2.  | „Nøll‟        | 2:30    |
| 3.  | „Entities‟    | 6:23    |
| 4.  | „Lacerations‟ | 4:42    |
| 5.  | „Abstract‟    | 8:18    |
| 6.  | „Fracture‟    | 2:43    |
| 7.  | „Neon Ooze‟   | 6:47    |
| 8.  | „Circulation‟ | 8:41    |

## Zasedba
The Canyon Observer
- Gašper Letonja — kitara, vokal
- Matic Babič — vokal
- Bojan Varga — bobni
- Miloš Milošević — kitara, vokal
- Nik Franko — bas kitara

Dodatni glasbeniki
- Stefan Hagen — govorjena beseda ("Mirrors")
- Anže Demšar — vokal

Tehnično osebje
- Matej Pečaver — mastering, snemanje bobnov in bas kitare v RSL Studio
- Gašper Letonja — miks, snemanje vokalov in kitare v Negligence Studio